# 娘が愛した人は
『娘が愛した人は』（むすめがあいしたひとは）は、1985年6月3日 - 7月19日にTBS「花王 愛の劇場」枠にて放送された日本の昼ドラマである。テレビ映画。全35回。

## 概要
伊豆を舞台に、離婚した夫のもとに残した娘が愛したのは現在の夫であったと知った主人公の苦悩を描くメロドラマ。

## キャスト
- 川津朋子：日色ともゑ
- 川津洋介：高橋悦史
- 川津ヒサ：近松麗江
- 岡田まゆみ：吉宮君子
- 岡田謙二：新田昌玄
- 岡田礼子：沢井桂子
- 富本医師：新倉博
- 治子：水原英子
- 田島：熊谷俊哉
- 繁：披岸喜美子
- 里子：玉井碧
- 良美：小泉麻衣子
- 光代：田畑ゆり
- 文子：大方斐紗子
- 和子：橋本菊子
- 林：川島美津子
- 医師：久遠利三
- 医長：加島潤
- 女医：長慶子
- 刑事：団巌
- 望月太郎
- 佐々木敏
- 井上三千男
- 平野稔
- 池田道枝
- 大原真理子
- 草野裕
- 黒木優美
- 海一生

## スタッフ
- 原作 - 真船豊「緑の朝」
- 脚本 - 高岡尚平、米田いずみ、秋田佐知子
- 監督 - 今井雄五郎、八木美津雄
- 音楽 - 青山八郎
- プロデューサー - 田中浩三(松竹)、金川克斗志(TBS)
- 助監督 - 福島孔道、羽二生茂樹、近藤亮
- 撮影 - 荒野諒一
- 撮影助手 - 金沢裕
- 美術 - 大橋豊一
- 編集 - 北見精一
- 録音 - 青木左吉
- 録音助手 - 志満順一、小高潤一
- 照明 - 渡辺康
- 照明助手 - 安部力、鈴木秀明、清水良明
- 製作担当 - 戸井田康国
- 製作主任 - 高橋喜久雄
- 番宣担当 - 向井爽也
- 製作 - 松竹、TBS

## 主題歌
- 「かくれ宿」（歌：大月みやこ）
  - 作詞：池田充男／作曲：青山八郎／編曲：池多孝春　　(キングレコード)

## 参考資料
- 「娘が愛した人は」シナリオ決定稿
- 「テレビジョンドラマ」(放送映画出版)